# Hematites
L'hematites o oligist és un mineral compost d'òxid de ferro (Fe₂O₃) que constitueix un important mineral metal·lífer de ferro, ja que en estat pur conté el 70% d'aquest metall; també pot presentar titani i manganès substituint part del ferro.
És un mineral que per formar-se requereix un ambient oxidant, és comú a les roques volcàniques produïdes per solidificació de laves; també es forma en ambient sedimentari a partir de la diagènesi de la limonita (hidròxids de ferro) i es troba també en els productes de sublimació d'exhalacions volcàniques (fumaroles).
Es presenta en cristalls generalment tabulars o formant rosetes. En masses reniformes amb estructura radiada.
Hi ha dos tipus d'hematites:
- Hematites especular de cristalls grossos, que presenta un color gris de lluïssor metàl·lica a terrosa.
- Hematites de color vermellós constituït per cristalls més petits: taca la pell en tocar-lo, és soluble en àcid i se'n forma una solució groga.

Segons la classificació de Nickel-Strunz, l'hematites pertany a «04.CB: Òxids amb proporció metall:oxigen = 2:3, 3:5, i similars, amb cations de mida mitjana» juntament amb els minerals següents: brizziïta, corindó, ecandrewsita, eskolaïta, geikielita, ilmenita, karelianita, melanostibita, pirofanita, akimotoïta, auroantimonita, romanita, tistarita, avicennita, bixbyita, armalcolita, pseudobrookita, mongshanita, zincohögbomita-2N2S, zincohögbomita-2N6S, magnesiohögbomita-6N6S, magnesiohögbomita-2N3S, magnesiohögbomita-2N2S, ferrohögbomita-6N12S, pseudorútil, kleberita, berdesinskiita, oxivanita, olkhonskita, schreyerita, kamiokita, nolanita, rinmanita, iseïta, majindeïta, claudetita, estibioclaudetita, arsenolita, senarmontita, valentinita, bismita, esferobismoïta, sillenita, kyzylkumita i tietaiyangita.

## Etimologia i morfologia
Deriva d'una paraula grega, haimatites, que significa 'sang', en al·lusió al color del mineral.
Combinacions de romboedres amb bipiràmides, molt freqüent en cristalls tabulars agrupats formant rosetes (roses de ferro) i també en forma massiva, reniforme i fibrosa. Els cristalls són aplanats i amb estries.

## Usos
- És un mineral d'ús industrial per a l'extracció de ferro
- És un agent per a polits industrials
- S'empra com a pedra ornamental

## Jaciments
Es troba pràcticament a tot arreu, n'hi ha importants jaciments a Suïssa, Brasil, Austràlia, Noruega, Regne Unit, Àustria, Itàlia...; dins de l'estat espanyol cal destacar els jaciments de Guadix (Granada), El Pedroso (Sevilla), Ortigueira (La Corunya) i Viveiro (Lugo). A Catalunya es troba, per exemple, a la Vall de Ribes (Ripollès), a Montcada i Reixac (Vallès Occidental) o a Vilafranca del Penedès (Alt Penedès).

## Altres
Sovint l'acompanya la siderita, la magnetita, la limonita, la pirita i el quars.
És feblement magnètica.